# Fimbristylis gracilenta
Fimbristylis gracilenta là loài thực vật có hoa trong họ Cói. Loài này được Hance mô tả khoa học đầu tiên năm 1868.